# Бура (бог)
Бура або Пура — бог у тюркській та алтайській міфології. Вважався богом коней та домашньої худоби. Син бога-творця Юльгана.
У пізніших віруваннях мав ім'я Бура Каган (Bura Khagan) або Пура Хан (Pura Han). Коні, якими шамани піднімалися в небо, називаються Пура (Бура). Вважалось що його коні охороняли шаманів від злих духів. Також пов'язаний з такими тваринами як корова, олень, верблюд.
Пізніше стали ототожнювати з міфічною істотою, яка підіймає в небо і називається Бурак.
У нього було сім братів «Білі хлопці» (Ak oğlanlar) або Киятлар (Kıyatlar) та дев'ять сестер, яких називали «Білі дівчата» (Ak Kızlar) або Киянлар (Kıyanlar), що є джерелом натхнення для шаманів.